# Fita de terme (Ribera d'Ondara)
La Fita de terme de Ribera d'Ondara (Segarra) és una obra inclosa a l'Inventari del Patrimoni Arquitectònic de Catalunya.

## Descripció
Fita de terme situada en una cruïlla de camins en direcció a la Sisquella. Aquesta presenta una estructura de secció rectangular monolítica realitzada amb pedra saulonenca que presenta en relleu un dibuix, molt erosionat, d'una creu, en una de les seves cares.